# Ammothea profunda
Ammothea profunda là một loài nhện biển trong họ Ammotheidae. Loài này thuộc chi Ammothea. Ammothea profunda được miêu tả khoa học năm 1961 bởi Losina-Losinsky.